# Krieg (Roman)
Krieg ist der Titel eines Romans von Ludwig Renn (Arnold Friedrich Vieth von Golßenau). Der Roman erschien 1928 in der  Frankfurter Societäts-Druckerei.

## Hintergrund
Grundlage des Romans sind Aufzeichnungen des Autors aus den 1920er Jahren über seine Erlebnisse während des Ersten Weltkrieges. In den Jahren von 1924 bis 1928 suchte er vergeblich einen Verlag für sein Manuskript. Bevor der Roman dann 1928 als Buch veröffentlicht werden konnte, erschien er in 34 Teilen in der Frankfurter Zeitung.
Im gleichen Jahr wie Renns Krieg kam auch Arnold Zweigs Roman Der Streit um den Sergeanten Grischa heraus; beide Romane waren international erfolgreich. In Renns Roman werden nationalistische Phrasen, welche die Jugend Europas auf die Schlachtfelder lockten, Lügen gestraft. Renn schreibt im Nachwort einer Ausgabe seiner Bücher Krieg und Nachkrieg: „Man hatte uns in der Familie, in der Schule und beim Militär vieles erzählt: über die nationalen Pflichten eines Mannes, vom Heldentum und der erhebenden Wirkung des Einsatzes des Lebens im Kriege. Aber als wir an die Front kamen, da zeigte sich all das nur als ein leeres Geschwätz.“

## Inhalt
In diesem autobiografischen Roman schildert der Autor den Ersten Weltkrieg aus der Sicht des Gefreiten (der im Verlauf des Krieges bis zum Vizefeldwebel aufsteigt) Ludwig Renn – diesen Namen sollte der Autor später selbst annehmen. Die Erlebnisse dieses Soldaten des sächsischen Leibgrenadierregiments 100 werden sprachlich sehr einfach, unreflektiert und tagebuchartig geschildert. Der Roman beginnt mit dem Eisenbahntransport des Regiments von Dresden an die Westfront. Geschildert wird das Kriegsgeschehen von den Grenzschlachten in Belgien und Nordfrankreich und der Schlacht an der Marne (1914) mit anschließendem Rückzug 1914 über den Stellungskrieg der Folgejahre mit der Sommeschlacht 1916, der Schlacht an der Aisne (1917) und der Deutschen Frühjahrsoffensive 1918. Der Roman schließt mit dem Rückmarsch des Regiments nach dem Waffenstillstand 1918.

## Rezeption
Krieg war neben Remarques Im Westen nichts Neues der erfolgreichste Antikriegsroman in Deutschland und erreichte bis 1929 eine Auflage von 100.000 Stück und bis 1933 sogar von 155.000 Stück. Im Gegensatz zu Im Westen nichts Neues oder Heeresbericht wurde Krieg nach 1933 nicht verboten oder verbrannt.
Im Kapitel „Kriegskritische Romane“ seiner Literaturgeschichte bescheinigt Kiesel dem Autor Qualität und nennt den Roman implizit kriegskritisch in dem Sinne: Sogar zeitgenössische Leser aus „militärischen und nationalistischen Kreisen“ hätten den Text ob seiner „nüchternen Diktion“ weiterempfehlen können. Allerdings ende die im Roman fortschreitende „Desillusionierung des Helden“ in „einem völligen Sinnverlust“.
Eine englische Übersetzung wurde 1929 unter dem Titel War in London veröffentlicht. Insgesamt wurde der Roman in 10 Sprachen übersetzt.